# Bayford
Bayford – wieś w Anglii, w hrabstwie Hertfordshire, w dystrykcie East Hertfordshire. Leży 5 km na południowy zachód od miasta Hertford i 28 km na północ od centrum Londynu.